# Тур де Франс 1903.
Тур де Франс 1903 био је прво издање најпрестижније бициклистичке трке на свијету — Тур де Франса. Покренут од стране листа Лото (фр. L'Auto), наследника данашњег листа Лекип (фр. L'Équipe). Одржан је у периоду од 1 до 19. јула, са укупно шест етапа. Побједник првог Тура је Морис Гарен.
Трка је покренута са циљем повећања продаје часописа Лото, након што је тираж почео да опада у односу на конкурентски Ле Вело. (фр. Le Vélo) Првобитно је требало да се одржи у јуну, али је одложено за мјесец и повећане су новчане награде, након малог броја заинтересованих такмичара. Тур де Франс 1903 била је прва етапна трка, која је у поређењу са данашњим Гранд тур тркама имала релативно мало етапа, али су све биле много дуже од данашњих. Возачи нису морали да заврше свих шест етапа, али је то било неопходно да би се квалификовали за генерални пласман.
Први фаворит трке — Морис Гарен, побиједио је на првој и последње двије етапе и освојио је Тур са скоро три сата испред другопласираног Лисјена Потјеа, док је треће мјесто освојио Фернан Ожеро. Тираж Лотоа је порастао шестоструко и трка је сматрана довољно успјешном да се одржи и следеће године.

## Настанак трке
{{cquote|Из широког и снажног геста који Зола на Земљи даје својим ратарима, Лото, новине идеја и акције, покренуће данас кроз Француску сејалицу енергије за наше велике професионалне возаче. — Анри Дегранж, уредник часописа Лото, 1. јула 1903.
Након што је Драјфусова афера раздвојила новинаре из часописа Ле Вело, формиран је нови часопис Лото-Вело 1900, уредник је био бивши бициклиста Анри Дегранж. Године 1903, четири дана након што је изгубио судску парницу, промијенио је име у Лото. Дегранжу је требало нешто да задржи читаоце, са тиражем од 20.000 није могао да приушти да их изгуби.
Када су се Дегранж и и млади новинар Жео Лефевр вратили са бициклистичке трке Марсељ–Париз, Лефевр је предложио одржавање трке око Француске, сличну популарним шестодневним тркама на писти. Дегранж је идеју предложио финансијском контролору Виктору Годеу, који је одобрио и 19. јануара 1903, објављен је старт Тур де Франса у Лотоу.
Планирано је да трка траје пет недеља, од 1. јуна до 5. јула, уз таксу за учешће од 20 франака. Ти услови су привукли мало возача: недељу прије старта, само се њих 15 пријавило. Дегранж је затим трку помјерио за период од 1 до 19. јула, повећао укупно наградни фонд на 20.000 франака, смањио таксу за учешће на 10 франака и обећао барем пет франака за првих 50 бициклиста сваког дана.. Након тога, пријавило се укупно 79 возача, док је трку стартовало њих 60, од чега 49 Француза, 4 Белгијанца и Швајцарца, 2 Њемца и један Италијан.
Жео Лефевр постао је директор, судија и мјерио је вријеме учесницима, док је Дегранж био генерални директор трке, али није пратио возаче, бирајући да остане у Паризу, гдје може да се дистанцира од трке ако она доживи неуспјех.

## Правила и рута
Тур де Франс 1903 имао је шест етапа, које су, у поређењу са модерним етапама на Туру, биле изузетно дугачке. Просјечна дужина етапа 1903 била је 400 km, док је просјечна дужина на Туру 2004. била 171 km; возачи су имали један до три дана одмора између етапа. Рута је била углавном равна, са једном етапом на којој су вожени значајнији успони. Возачи нису возили у тимовима, већ индивидуално и плаћали су 10 франака таксу за учешће да би се такмичили у генералном пласману или пет франака да би возили на етапи. С обзиром на то да су етапе биле доста дуге, све осим прва стартовале су прије зоре, последња је стартовала у 9 часова увече.
Први Тур није прелазио преко великих успона, али јесте преко неких мањих. Први је био Кол де Ешармо, на првој етапи од Париза до Лиона (712 m) , док је на етапи од Лиона до Марсеља вожен успон Кол де ла Република (1161 m), такође познат и као Кол ди Гранд Боа.
1903 је било нормално да возачи унајмљују пацере који ће их водити током трке, Дегранж је хтио да Тур буде трка индивидуалне издржљивости и снаге, те је забранио то. Првобитно је било планирано да се то дозволи на последњој, најдужој етапи, али су одустали од тога након пете етапе.
Да би се осигурали да ће возачи возити читаву руту, надзорници су били стационирани на неколико мјеста дуж етапе. Жута мајица за лидера генералног пласмана није била још уведена, али је лидер носио зелену наруквицу.
Првих осам возача на свакој етапи примили су награду од 50 до 1.500 франака. Првих 14 возача у генералном пласману примило је од 3.000 франака за побједника, до 25 франака колико је припало 14 возачу у пласману. Преосталих седам возача који су завршили трку примили су по 95 франака, односно по 5 франака за сваки од 19 дана колико су провели на трци, под претпоставком да нису зарадили више од 200 франака и да нису ни на једној етапи остварили просјечну брзину већу од 20 km/h.
За разлику од модерних етапа, бициклиста који је одустао током етапе, могао је да стартује наредну етапу, али више није био у такмичењу за генерални пласман. Иполит Окутирје је напустио трку током прве етапе, дозвољено му је да стартује следећу етапу и побиједио је на другој и трећој етапи. Чарлс Лезер није возио трећу етапу, а затим је побиједио на четвртој.

## Учесници
На првом Туру учествовало је 60 бициклиста, сви су били професионалци или полу професионалци; 49 Француза, по четири Белгијанца и Швајцарца, два Њемца и један Италијан; од њих 60, 21 су спонзорисали произвођачи бицикала, док је 39 било без комерцијалне подршке. Још 24 бициклиста искористило је прилику да учествује на одређеној етапи: један је возио другу и четврту етапу, додатна три возача возила су другу етапу, један је возио трећу, 15 је возило само четврту етапу, док су четворица возила само пету етапу.
Морис Гарен и Иполит Окутирје били су главни фаворити за побједу. Италијанског поријекла, Гарен је сматран најбољим бициклистом тог доба и већ је остварио значајне успјехе: Освојио је двапут Париз—Рубе (1897 и 1898), а затим и реновиране трке Париз—Брест—Париз, Бордо—Париз, Париз—Ле Ман; као и трке на писти, попут 24 сата Париза, гдје је возио 701 km. Са друге стране, Окутирје, чији је надимак био Херакле, освојио је 1903, прије Тур де Франса, Париз—Рубе и Бордо—Париз класике.
Други главни такмичари били су Њемац Јозеф Фишер, побједник првог Париз—Рубеа (1896), као и других трка у Европи, од којих је највећа била Беч—Берлин 1893, трка дуга 582 km. Италијан Родолфо Мулер такође је имао солидног искуства на тркама. Анри Дегранж га је упослио као комесара у мају 1903, да провјери услове на путевима и препозна главне замке на курсу. Француз Жан Фишер, побједник Париз тура 1901 и [[Едуард Вателје, који је освојио Тулуз—Лушон 1901 и Бордо—Париз 1902, такође су били једни од искуснијих возача на Туру. Са друге стране, многи возачи су били аматери и нису никад учествовали на некој трци.

## Резултати

### Резултати по етапама
На Туру 1903 није било разлике у етапама, на равне и брдске; иконица показује етапе на којима су биле укључене планине.
| Етапа | Датум   | Рута           | Distance            | Тип                 | Тип                 | Побједник             | Лидер трке          |
| ----- | ------- | -------------- | ------------------- | ------------------- | ------------------- | --------------------- | ------------------- |
| 1     | 1. јул  | Париз — Лион   | 467 km (290 mi)     | alt =               | Равна етапа         | Морис Гарен (FRA)     | Морис Гарен (FRA)   |
| 2     | 5. јул  | Лион — Марсељ  | 374 km (232 mi)     | alt =               | Етапа са брдима     | Иполит Окутирје (FRA) | Морис Гарен (FRA)   |
| 3     | 8. јул  | Марсељ — Тулуз | 423 km (263 mi)     | alt =               | Равна етапа         | Иполит Окутирје (FRA) | Морис Гарен (FRA)   |
| 4     | 12. јул | Тулуз — Бордо  | 268 km (167 mi)     | alt =               | Plain stage         | Шарл Лезер (SUI)      | Морис Гарен (FRA)   |
| 5     | 13. јул | Бордо — Нант   | 425 km (264 mi)     | alt =               | Равна етапа         | Морис Гарен (FRA)     | Морис Гарен (FRA)   |
| 6     | 18. јул | Нант — Париз   | 471 km (293 mi)     | alt =               | Равна етапа         | Морис Гарен (FRA)     | Морис Гарен (FRA)   |
|       | Укупно  | Укупно         | 2.428 km (1.509 mi) | 2.428 km (1.509 mi) | 2.428 km (1.509 mi) | 2.428 km (1.509 mi)   | 2.428 km (1.509 mi) |

### Генерални пласман
Укупно је 21 возач завршио свих шест етапа. За те возаче, сабирано је вријеме са сваке етапе и израчунато за генерални пласман. Бициклиста са најмањим укупним временом је побједник. Бициклисти нису возили у тимовима; неки су имали истог спонзора, али није им било дозвољено да возе заједно.
| Позиција | Возач                 | Спонзор    | Вријеме        |
| -------- | --------------------- | ---------- | -------------- |
| 1        | Морис Гарен (FRA)     | Ла Франсез | 94 ч 33' 14'   |
| 2        | Лисјен Потје (FRA)    | Ла Франсез | + 2 ч 59' 21"  |
| 3        | Фернан Ожеро (FRA)    | Ла Франсез | + 4 ч 29' 24″  |
| 4        | Родолфо Мулер (ITA)   | Ла Франсез | + 4 ч 39' 30″  |
| 5        | Жан Фишер (FRA)       | Ла Франсез | + 4 ч 58' 44″  |
| 6        | Марсел Керф (BEL)     | —          | + 5 ч 52' 24″  |
| 7        | Јулин Лотенс (BEL)    | Бренабор   | + 8 ч 31' 08″  |
| 8        | Жорж Паскје (FRA)     | Ла Франсез | + 10h 24' 04″  |
| 9        | Франсоа Боженд (FRA)  | —          | + 10h 52' 14″  |
| 10       | Алоа Като (BEL)       | Ла Франсез | + 12h 44' 57″  |
| 11       | Жан Даргасје (FRA)    | Гладијатор | + 13h 49' 10″  |
| 12       | Фердинанд Пајан (FRA) | Шампејраш  | + 19 ч 09' 02" |
| 13       | Жил Жирб (FRA)        | ЈЦ Сајкле  | + 23 ч 16' 52" |
| 14       | Изидор Лешартје (FRA) | Гладијатор | + 24 ч 05' 13" |
| 15       | Јозеф Фишер (GER)     | Дијамант   | + 25 ч 14' 26" |
| 16       | Александре Фуро (FRA) | —          | + 31 ч 50' 52" |
| 17       | Рене Салес (FRA)      | —          | + 32 ч 34' 43" |
| 18       | Емил Мулен (FRA)      | —          | + 49 ч 43' 14" |
| 19       | Жорж Борот (FRA)      | —          | + 51 ч 37' 38" |
| 20       | Пјер Десваже (FRA)    | —          | + 62 ч 53' 54" |
| 21       | Арсен Мијошо (FRA)    | —          | + 64 ч 57' 08" |